# Fiskeribanken
Fiskeribanken, formelt Kongeriget Danmarks Fiskeribank, var et statsligt kreditinstitut, der eksisterede fra 1932 til 2008.
Fiskeribanken ydede støtte i form af langfristede lån til nybyggeri eller køb af fiskefartøjer og -udstyr samt til opdræt af fisk. Lånene blev finansieret ved udstedelese af inkonverterbare obligationer. Banken blev administreret af Økonomistyrelsen og havde i 2005 et samlet udlån på ca. 1,7 mia. kr.
I 2005 vedtog Folketinget at nedlægge Fiskeribanken med virkning fra 31. december 2008, hvorefter staten har overtaget alle bankens rettigheder og forpligtelser. 